# Las Casillas (Anaga)
Las Casillas es un caserío deshabitado y casi abandonado del macizo de Anaga, perteneciente administrativamente al municipio de Santa Cruz de Tenerife, en la isla de Tenerife –Canarias, España—.
Este caserío, conjuntamente con Chamorga, Lomo de Las Bodegas y La Cumbrilla forma la zona conocida como Punta de Anaga.

## Geografía
Se ubica en la vertiente oriental del macizo de Anaga, a unos 600 m s. n. m. sobre la cresta de una montaña entre los barrancos de Igueste de San Andrés e Ijuana.
En este caserío llegaron a vivir unas veinte personas.
En él se encuentran algunas muestras de arquitectura rural canaria. Asimismo, su ubicación lo hace un mirador natural de los valles próximos.
En Las Casillas aún se conserva algo de uso agrícola.

## Comunicaciones
A Las Casillas únicamente se puede acceder por caminos, siendo uno de los homologados en la Red de Senderos de Tenerife.
- PR-TF 5 Chamorga - Igueste de San Andrés.[2]